# Pyractomena punctiventris
Pyractomena punctiventris är en skalbaggsart som beskrevs av Leconte 1878. Pyractomena punctiventris ingår i släktet Pyractomena och familjen lysmaskar. Inga underarter finns listade i Catalogue of Life.